# Námořní pěchota Spojených států amerických

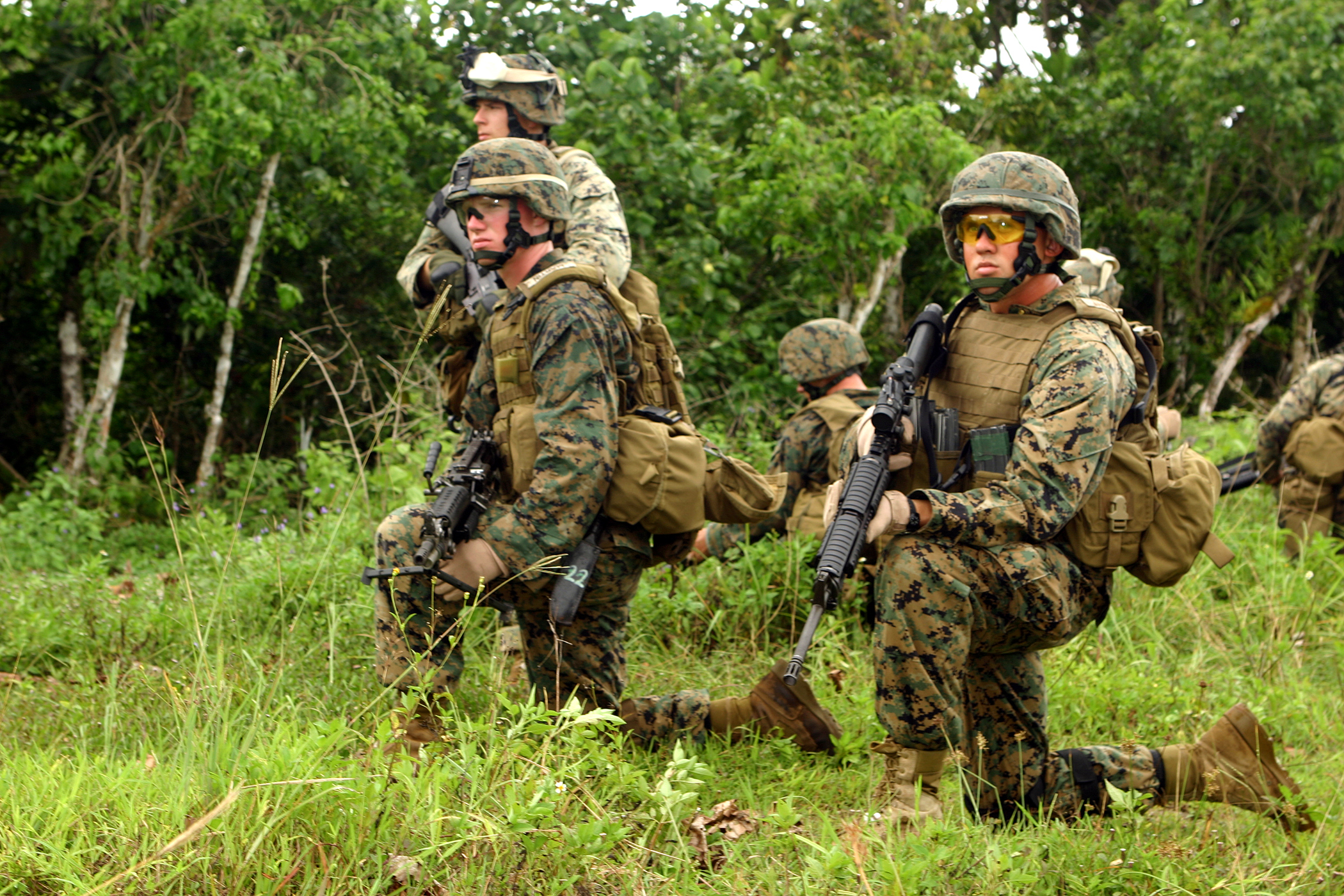
Mariňáci při cvičení, používající lesní vzor nové uniformy MARPAT.

Námořní pěchota Spojených států amerických (United States Marine Corps, zkratkou USMC, často označovaná jen US Marines, česky též Mariňáci) je složka námořní pěchoty v rámci Ozbrojených sil USA. Je jednou ze šesti ozbrojených složek USA a jednou z osmi uniformovaných složek USA. Je odpovědná za provádění expedičních a obojživelných operací prostřednictvím kombinovaných zbraní, zahrnujících vlastní pěchotu, dělostřelectvo, letectvo a speciální operační síly. Používá rovněž bojové letouny, vrtulníky, tanky a různá bojová vozidla. Námořní pěchota provozuje základny na pevnině i na lodích určených k obojživelným válečným operacím po celém světě. Kromě toho provozuje několik leteckých eskader, zejména eskadry stíhacích bombardérů, je rovněž součástí leteckých křídel námořních letadlových lodí a operuje z těchto lodí.
Historie námořní pěchoty Spojených států začala 10. listopadu 1775, kdy byly ve Filadelfii vytvořeny dva prapory Kontinentální námořní pěchoty jako složka pěchoty schopná bojovat jak na moři, tak na pevnině. Námořní pěchota se zejména proslavila pomocí jejího obojživelného boje za druhé světové války proti Japonsku. 
Od svého vzniku má Námořní pěchota specifické postavení mezi ozbrojenými složkami. Na rozdíl od například britských Royal Marines, kteří jsou součástí Námořnictva, či francozských Troupes de marine, kteří jsou součástí Armády, jsou američtí námořní pěšáci zcela nezávislý ozbrojený sbor s vlastní kulturou a historií. Příslušník Námořní pěchoty tak je mariňák (anglicky Marine) a nikoliv voják (anglicky Soldier) ani námořník (anglicky Sailor). Přesto Námořní pěchota sdílí určité prvky jak s pozemním vojskem, tak  s loďstvem. Například stejně jako Námořnictvo (a v době války i Pobřežní stráž) je v rámci ministerstva obrany podřízena odboru námořnictva (Department of the Navy), ale používá armádní systém hodností, kde nejvyšší je generál (na rozdíl od námořnictva, kde je nejvyšší admirál). Má také významné postavení ve vztahu k prezidentovi jakožto vrchnímu veliteli Ozbrojených sil, kterému poskytuje služby vrtulníkové přepravy (takový vrtulník pak má volací znak Marine One), vojenská kapela Námořní pěchoty doprovází prezidenta na oficiálních akcích a vybraní důstojníci plní protokolární funkce v Bílém domě.
Od roku 2002 používá Námořní pěchota nové uniformy s digitální kamufláží MARPAT v lesní, pouštní, a nově i sněžné verzi. Tyto uniformy nahradily starší Battle Dress Uniform. K prosinci 2024 má USMC přibližně 169 000 aktivních příslušníků a zhruba 33 000 rezervistů. V roce 2016 provozovala 1199 letadel.

## Historie
Námořní pěchota Spojených států považuje za datum svého vzniku 10. listopad 1775, kdy kapitán Samuel Nicholas vybudoval z pověření Druhého kontinentálního kongresu Continental Marines. Ti ovšem byli po skončení americké války za nezávislost v roce 1783 rozpuštěni. K obnovení (znovuzaložení) Námořní pěchoty Spojených států došlo 11. července 1798 s počátkem tzv. kvaziválky s revoluční Francií. 

## Námořní expediční uskupení
Unikátním prvkem pro Námořní pěchotu je, že na rozdíl od armády a ostatních složek amerických ozbrojených sil používá kombinované síly - tzn. jak pozemní jednotky, tak vzdušné a podpůrné. Toho je využíváno hlavně v Marine Expeditionary Units (MEU), což jsou jednotky o počtu zhruba 2200 vojáků, několika pozemních a obojživelných vozidel, helikoptér a letadel, rozmístěných na letadlových lodích, schopné rychlého nasazení kdekoliv na světě.

## Fotogalerie

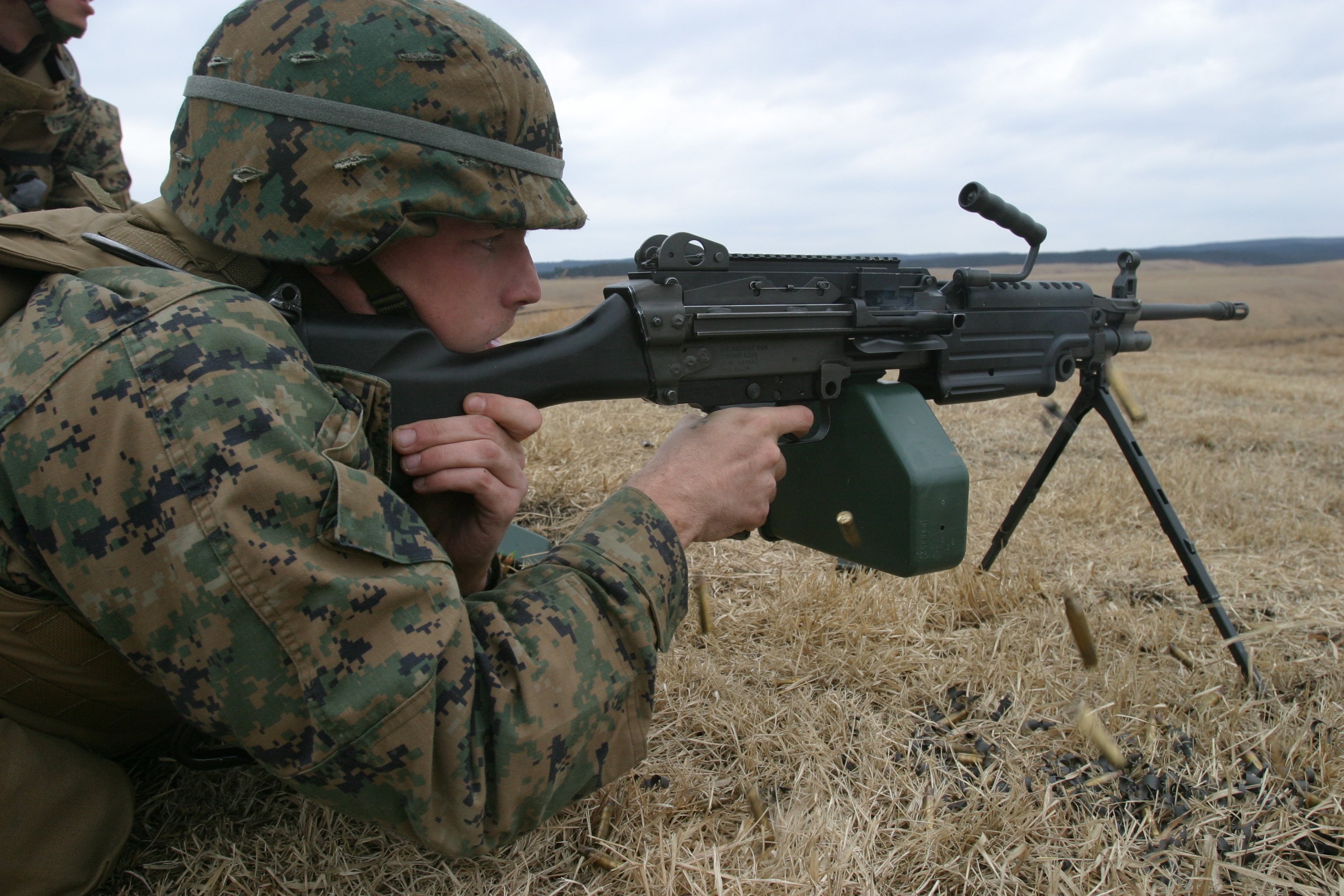
Mariňák s lehkým kulometem M249 SAW
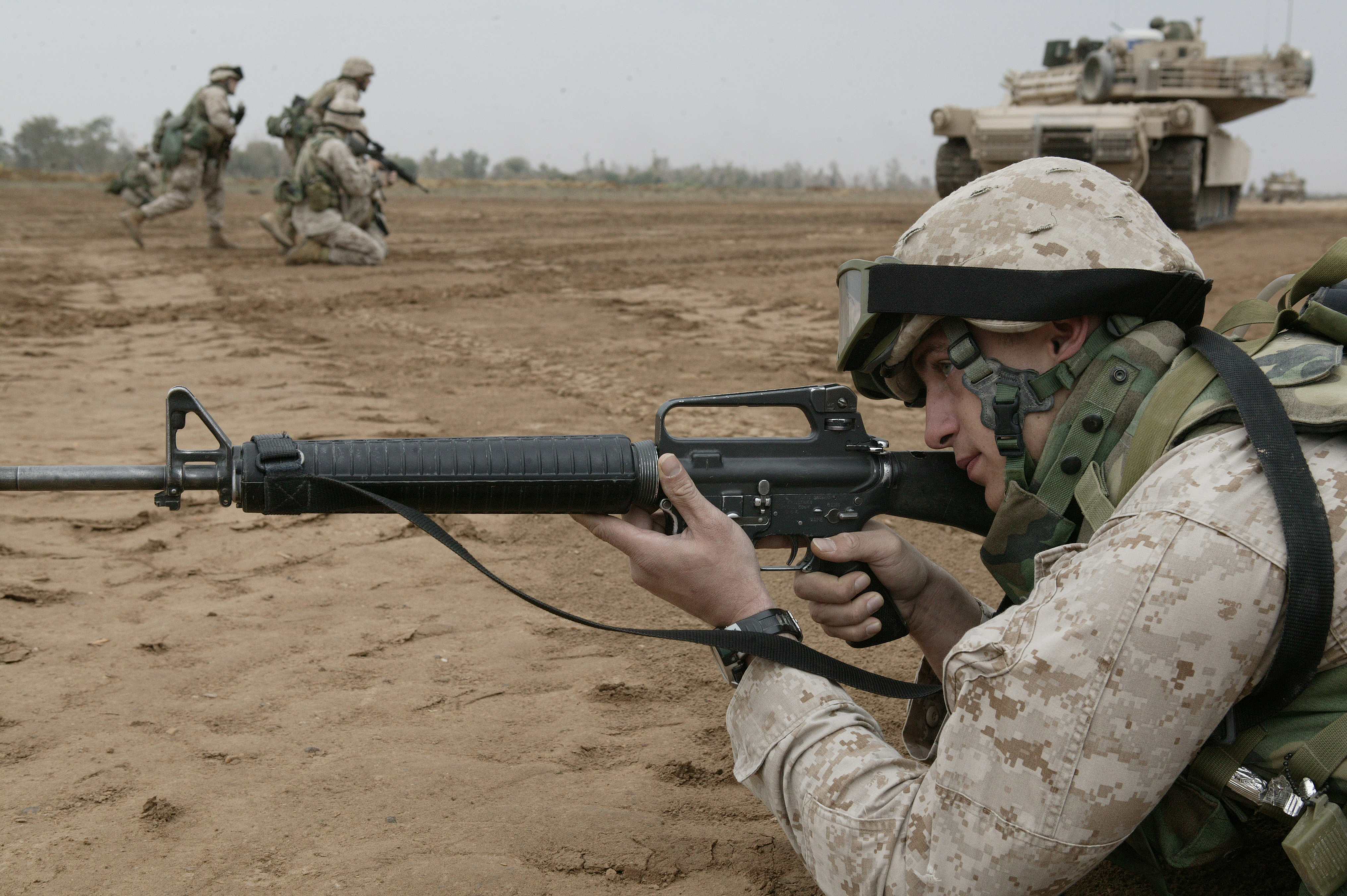
Příslušník Námořní pěchoty s M16
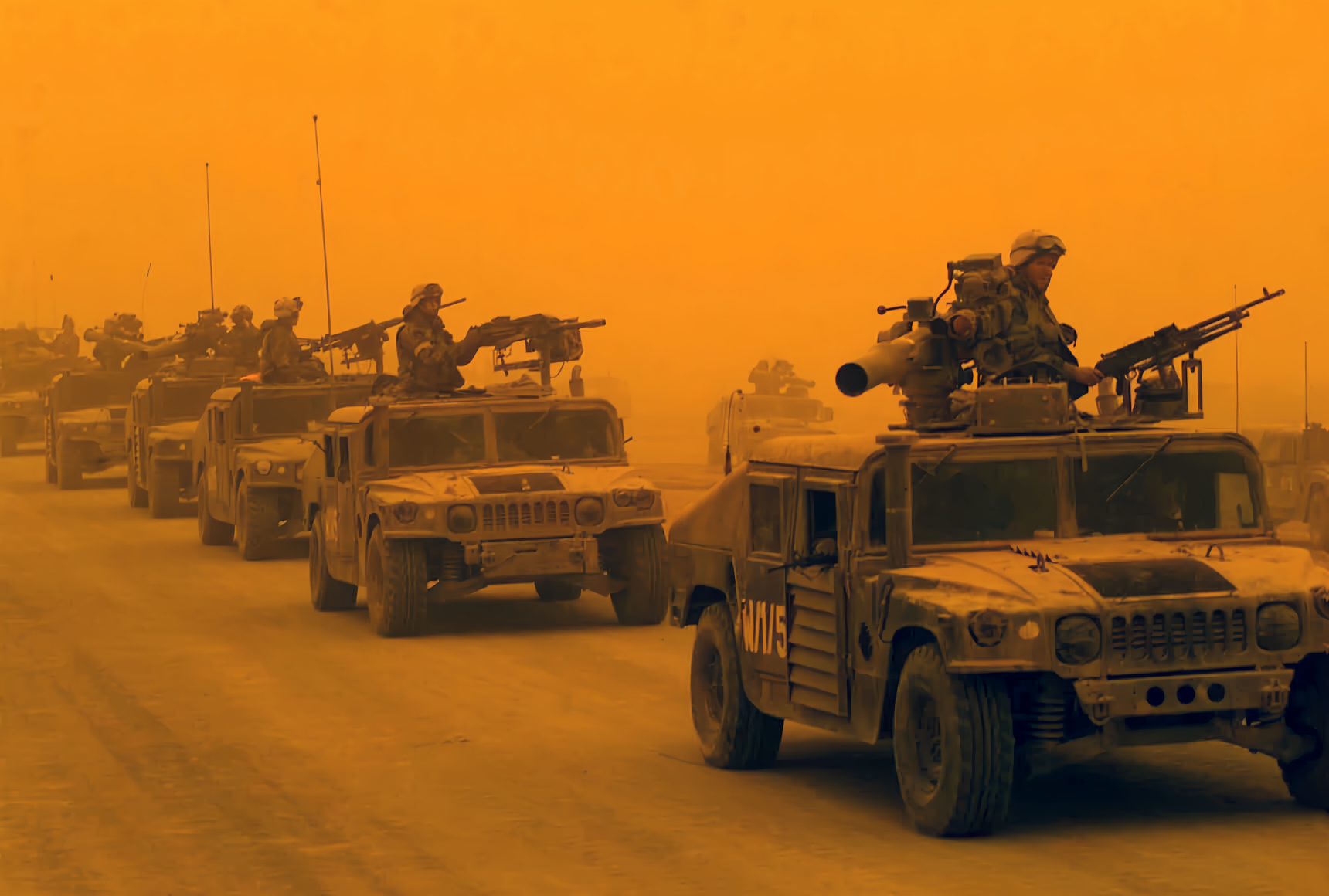
Kolona bojových vozů HUMVEE v Iráku
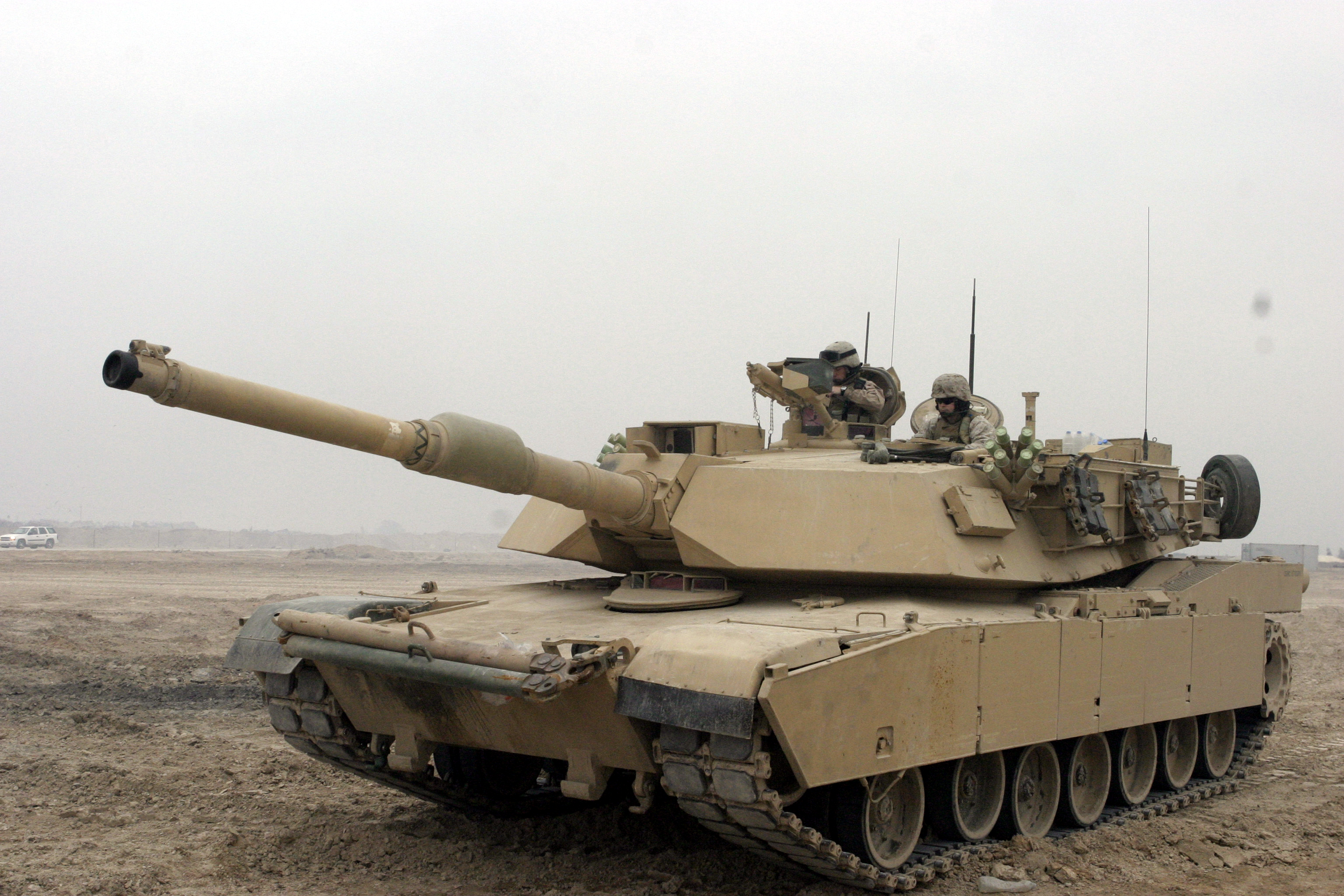
Tank M1 Abrams, používaný Námořní pěchotou
AV-8B Harrier II
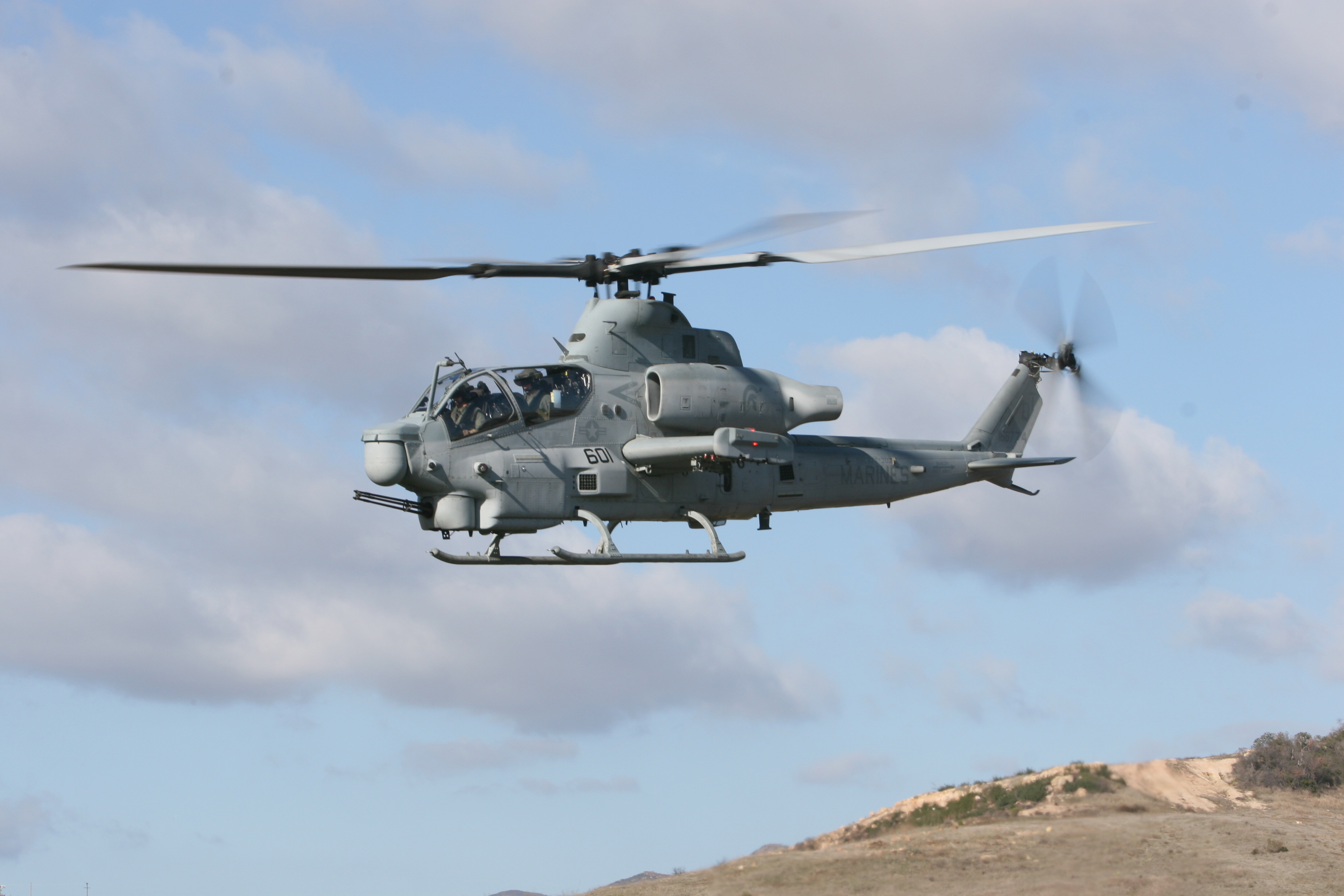
Vrtulník AH-1Z Viper, hlavní útočná helikoptéra USMC
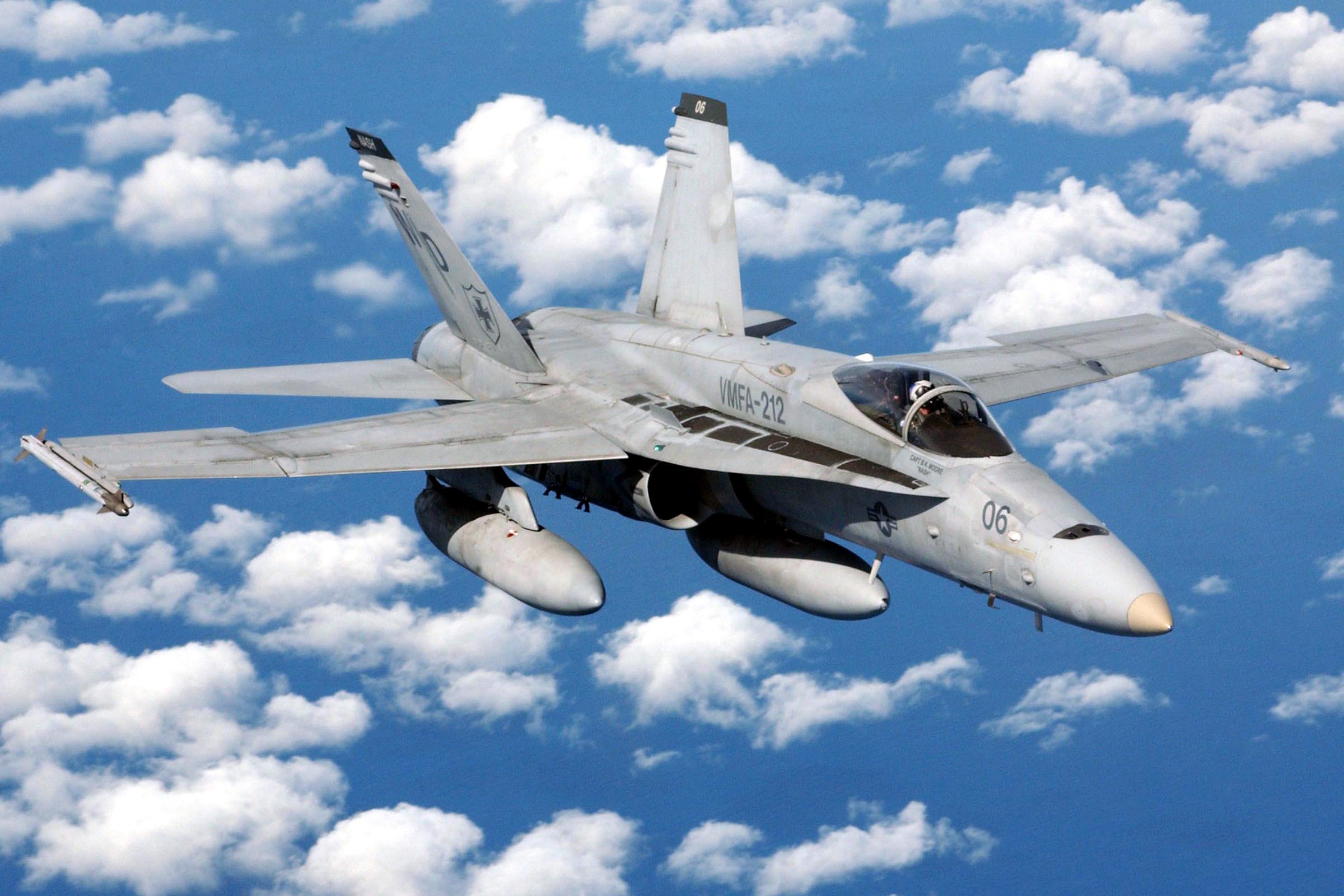
Letoun F/A-18 Hornet, rovněž ve výzbroji Námořní pěchoty
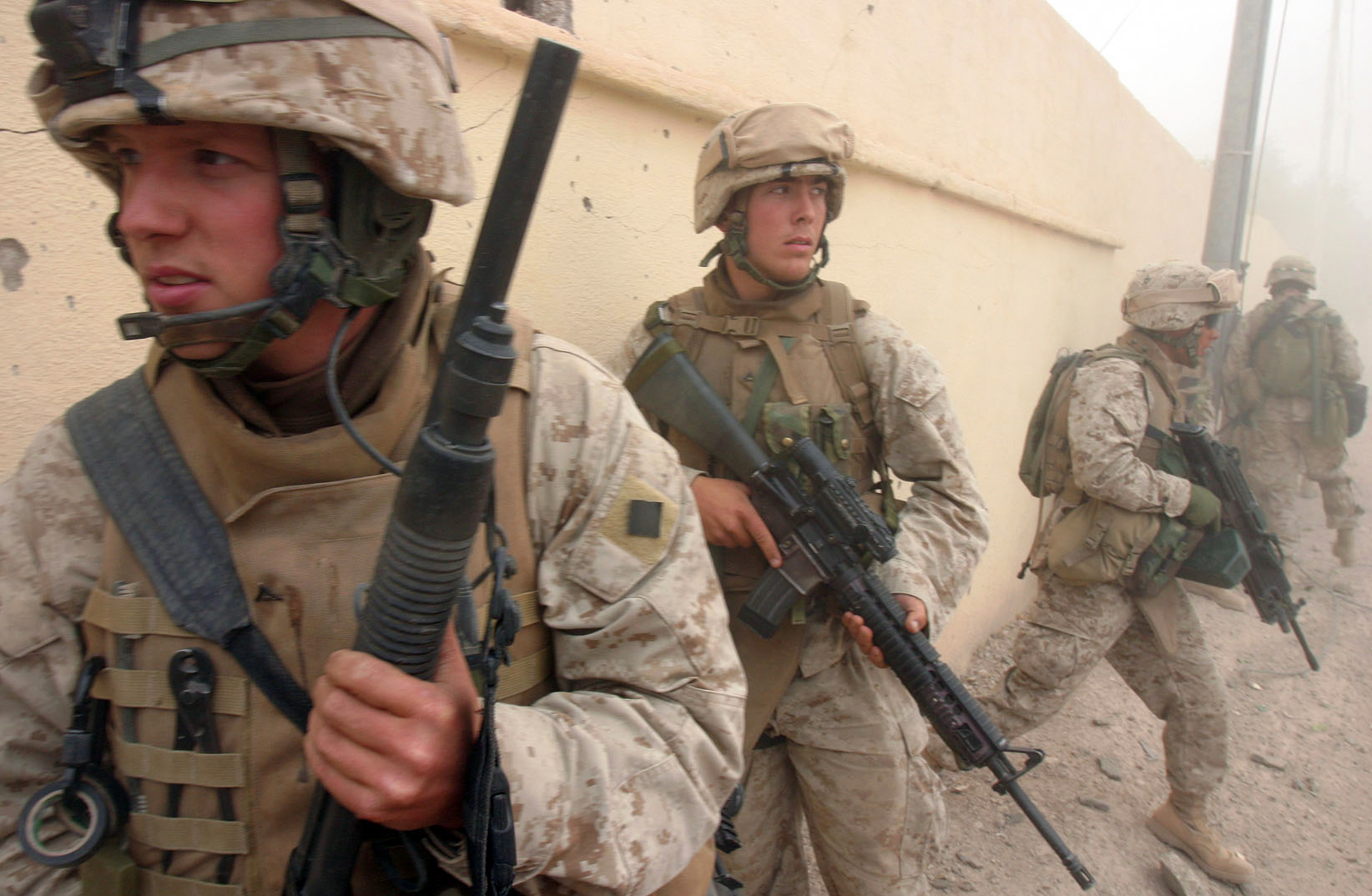
Mariňáci při operaci Ocelová opona
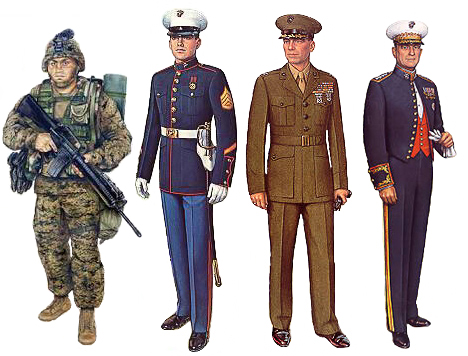
Přehled uniforem-zleva: bojová uniforma MCCUU, blue dress, služební uniforma a večerní uniforma
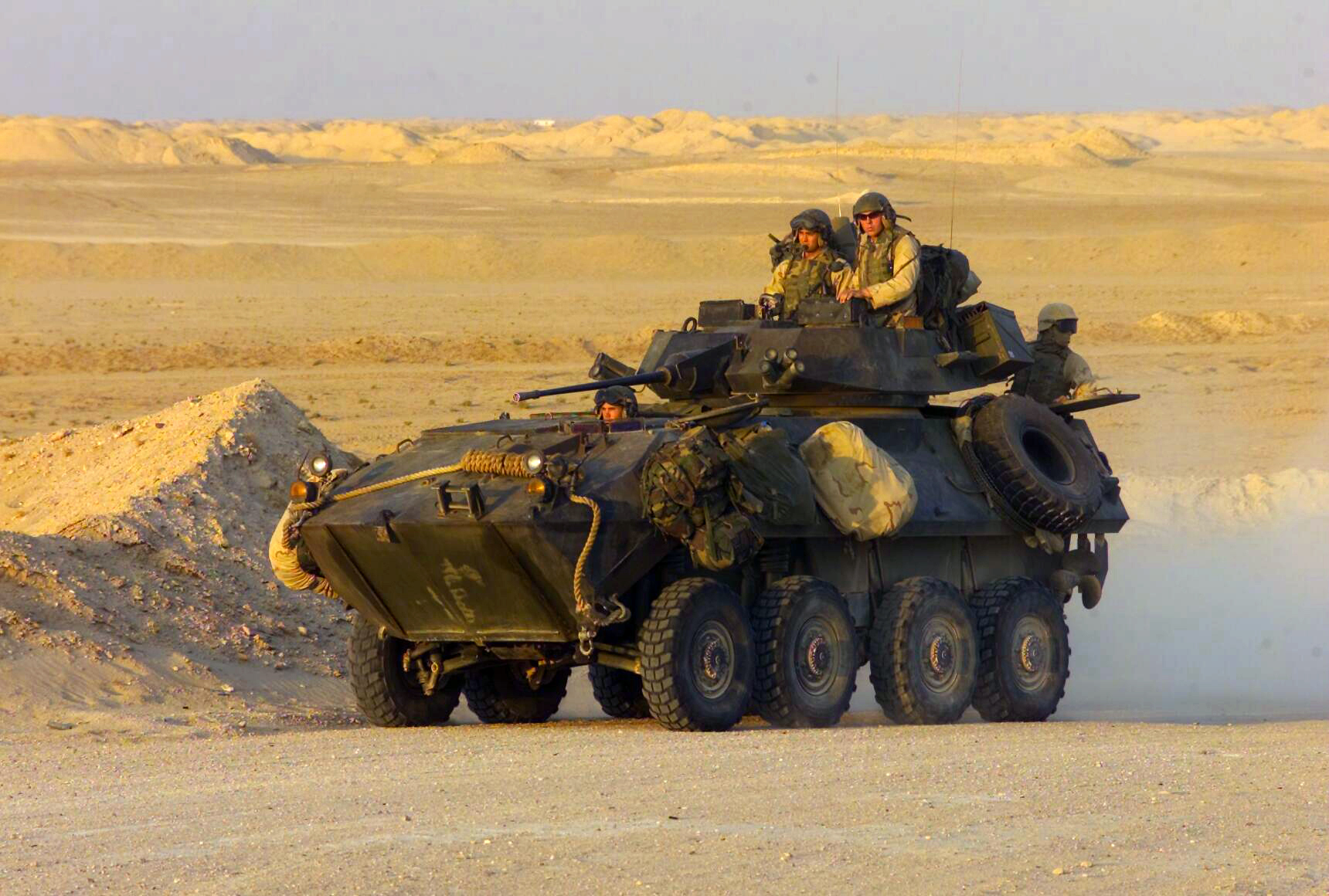
Obrněný transportér LAV-25
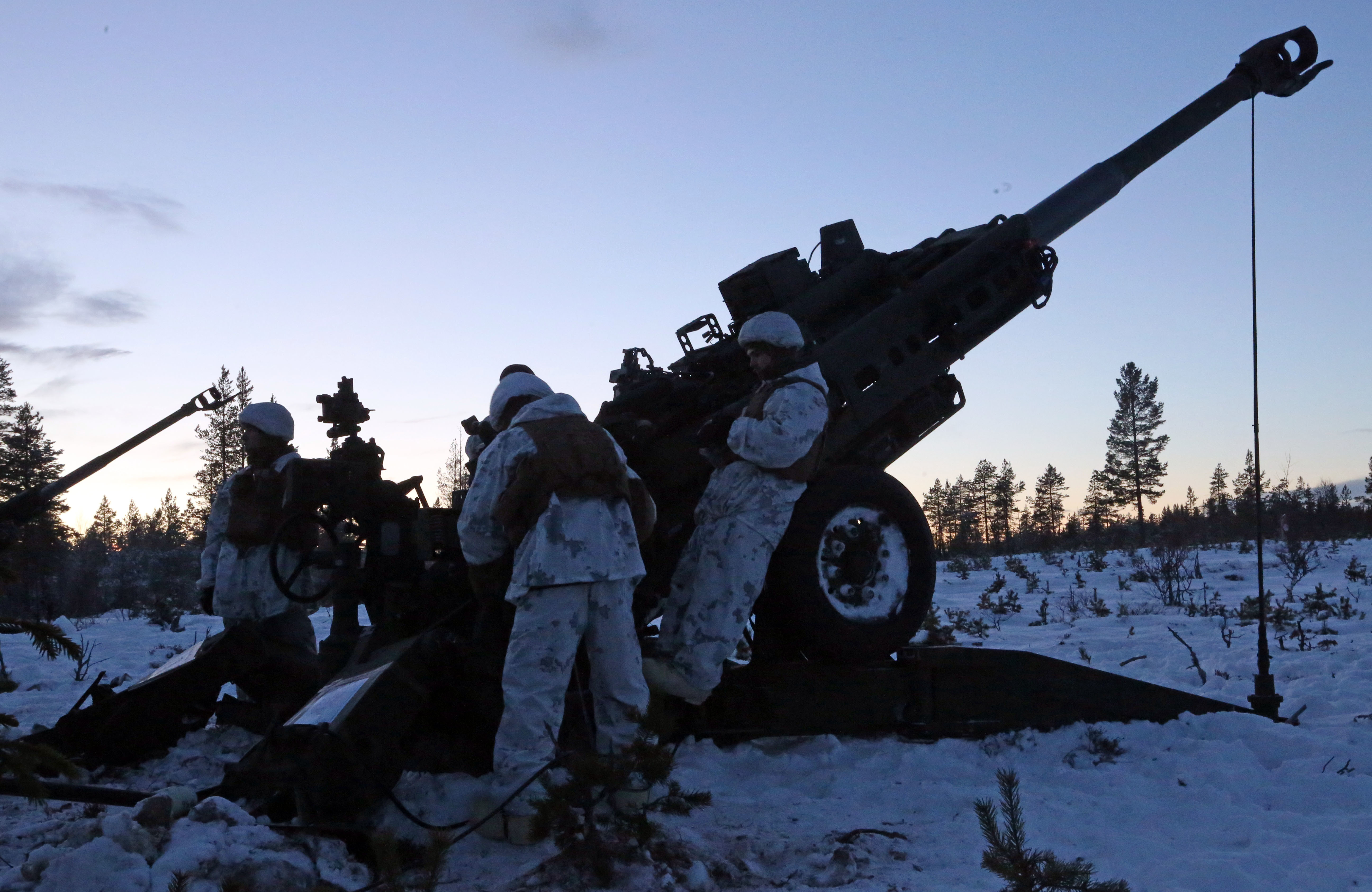
155mm houfnice M777 během cvičení v Norsku
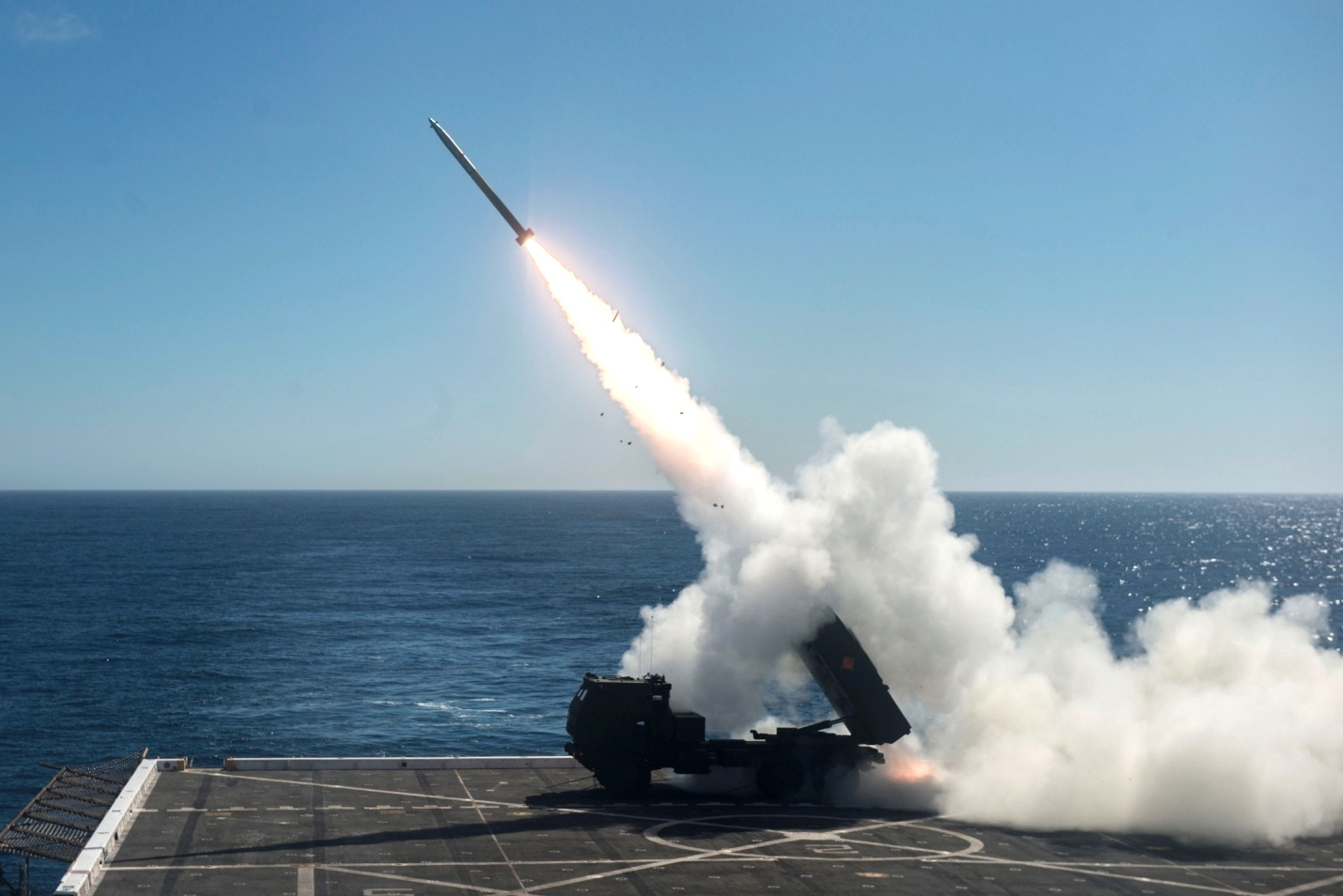
Salvový raketomet HIMARS při cvičné palbě z paluby dokové výsadkové lodi USS Anchorage